# Знаменская улица (Москва)
Зна́менская у́лица — одна из улиц Восточного административного округа Москвы. Располагается на территории района Преображенское. Проходит между Краснобогатырской и Халтуринской улицами. Длина — около 800 метров. Ближайшая станция метро — «Преображенская площадь».

## Происхождение названия
Происхождение названия улицы неизвестно, однако доподлинно известно, что впервые на картах Москвы она появилась ещё в XIX веке. Есть предположение, что улица получила своё название от церкви (или часовни) Иконы Божией Матери «Знамение», что на Богородском кладбище. Это единственная из улиц Нового Черкизова, сохранившая своё историческое название.

## Общественный транспорт

### Автобусы
- По самой улице наземный пассажирский транспорт не проходит. На пересекающей улицу Малой Черкизовской улице (у домов № 4 и 6 по Знаменской) имеется остановка автобусных маршрутов № 80, 86.

## Примечательные здания
- 6 — Государственное образовательное учреждение средняя общеобразовательная школа № 1080 «Экополис» — школьный корпус № 3 (бывшая школа № 392). Открыта в 1937 году. Прежний адрес: Знаменская ул., 16/18[4]. Четырёхэтажное кирпичное здание построено по типовому проекту К. И. Джуса-Даниленко с северной ориентацией фасада[5].
- 12/4 — Государственное образовательное учреждение средняя общеобразовательная школа № 1080 «Экополис» — школьный корпус № 1.